# Сімейка монстрів
«Сімейка монстрів» (англ. The Boxtrolls) — американський ляльковий мультфільм студії Laika за казкою «Тут живуть монстри» Алана Сноу.
Режисер — Ентоні Стаччі.

## Сюжет
Мультфільм про коробкових тролів, живуть в глибинах каналізації міста Сирбурга. Жителі міста вірять у них і вважають, що ті виходять вночі на поверхню, щоб викрадати дітей і сир, яким так люблять ласувати містяни. Але насправді, монстри зовсім не злі, принаймні вони беруть на виховання хлопчика-сирітку Еггса. В цей час монстрів бажає знищити лиходій Арчибальд Хватсон…

## Ролі озвучували
- Айзек Гемпстед Райт — Еггс / Малюк Трабша
- Ель Феннінг — Вінні Портлі-Рінд
- Бен Кінгслі — Арчибальд Хватсон
- Ді Бредлі Бейкер — коробкові тролі Fish, Wheels та Bucket
- Тоні Коллетт — Леді Портлі-Рінд
- Джаред Гарріс — Лорд Портлі-Рінд
- Нік Фрост — містер Траут
- Річард Айоаді — містер Піклс
- Трейсі Морган — містер Грістл
- Саймон Пегг — Герберт Трабша

## Відгуки
Фільм отримав переважно позитивні відгуки. На сайті Rotten Tomatoes фільм має рейтинг 73 % з середнім балом 7 з 10 на основі 133 рецензій. На сайті Metacritic фільм має рейтинг 63 з 100.